# Натрошвили, Георгий Константинович
Георгий Константинович Натрошвили — советский советский грузинский журналист.

## Биография
Родился в 1910 году в селе Земо Мачхаани. Член КПСС с 1939 года.
В 1929—1986 гг. — литературно-творческий работник, ответсотрудник в редакциях газет, офицер Советской Армии, участник Великой Отечественной войны, редактор газеты «Литература да хеловнеба», главный редактор журнала «Дроша», главный редактор журнала «Мнатоби».
Избирался депутатом Верховного Совета Грузинской ССР 8-11-го созывов.
Умер в Тбилиси в 1998 году.